# Lluïsa Granero i Sierra
Lluïsa Granero i Sierra   (Barcelona, 5 d'agost de 1924 - Barcelona, 27 de març de 2012) va ser una escultora catalana.

## Biografia
Nascuda en una família humil, d'origen andalús, va estudiar a l'Escola de Belles Arts de Barcelona i va entrar en contacte amb el món de l'escultura a través de Jaume Otero i Enric Monjo, dels quals va ser deixebla i amb els quals treballà.
Va formar part del cercle de dones intel·lectuals i artistes de la pintora russa Olga Sacharoff a Catalunya, entre les quals hi havia les pintores Soledad Martínez, Marie Laurencin, Dagoussia i Ángeles Santos, l'escultora Maria Llimona o les escriptores Clementina Arderiu i Elisabeth Mulder.
Entre les dècades de 1940 i 1960 apareix entre els participants a les exposicions nacionals de belles arts que es van fer a Barcelona i Madrid, en les quals va obtenir diversos guardons. Així, en la de Barcelona del 1942 va presentar l'obra titulada Cabeza de niña. A Madrid, el 1948 va exposar un cap de bronze i un nu, i el 1950, les obres Torso i Descanso de guix patinat. Deu anys més tard va prendre part en la de Barcelona, amb l'escultura de guix patinat El baño, en les de Madrid de 1964, amb Bañista i Mediterránea, i de 1966, amb Pili.

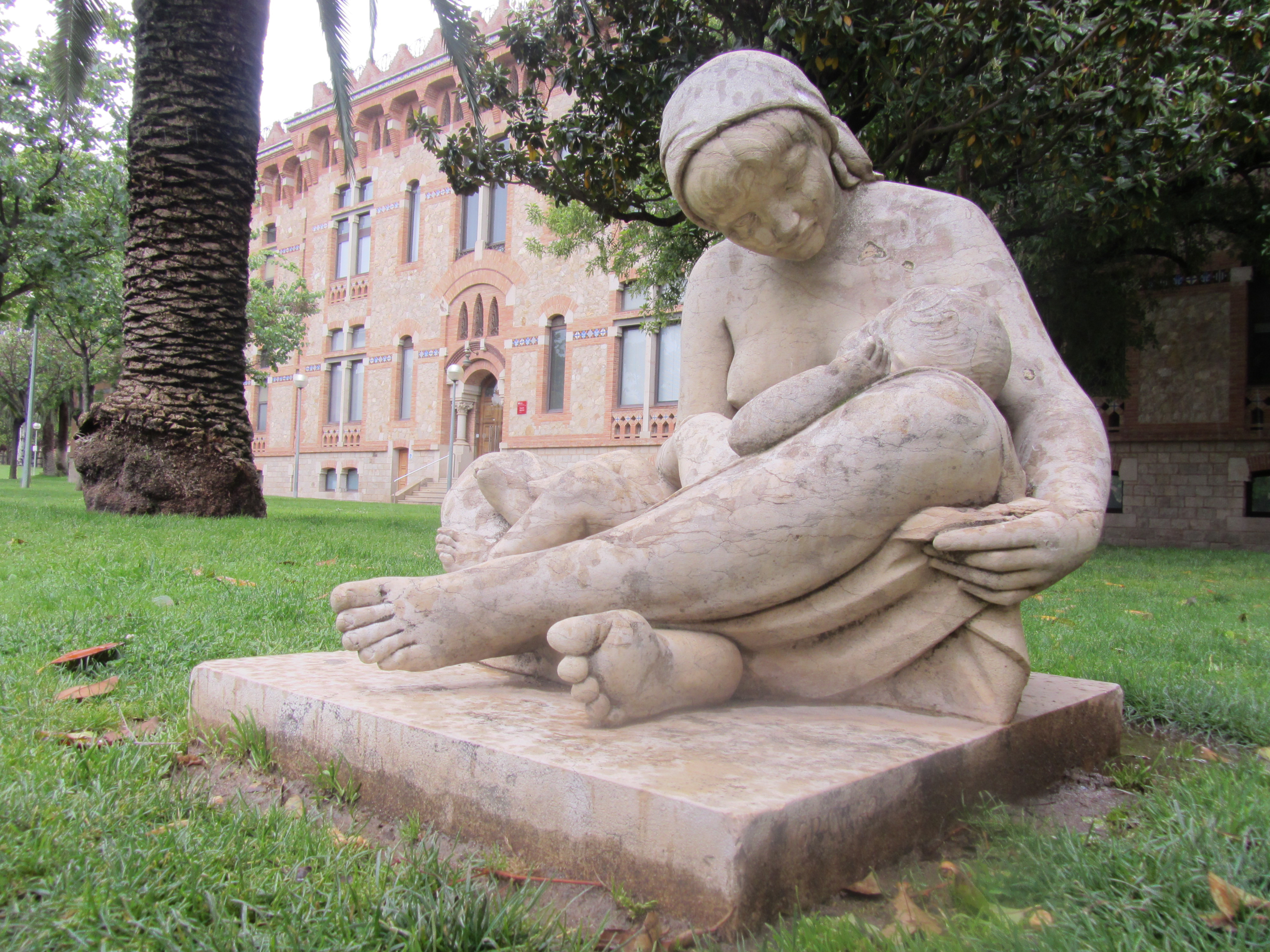
Ayuda al desvalido, als Jardins de la Maternitat, de Barcelona

L'any 1956 va guanyar el Premi Sant Jordi del concurs d'escultura organitzat per la Diputació de Barcelona amb una maternitat de pedra calcària titulada Ayuda al desvalido. Les bases del concurs expressaven que el tema de les obres havia d'estar relacionat amb la caritat, en referència a les activitats que la Diputació feia en aquest camp. L'escultura està situada als jardins de la Maternitat de Barcelona.
El 1964 va esdevenir catedràtica de modelatge i composició a l'Escola de Belles Arts de Barcelona, essent la primera dona catedràtica d'escultura de l'Estat espanyol.

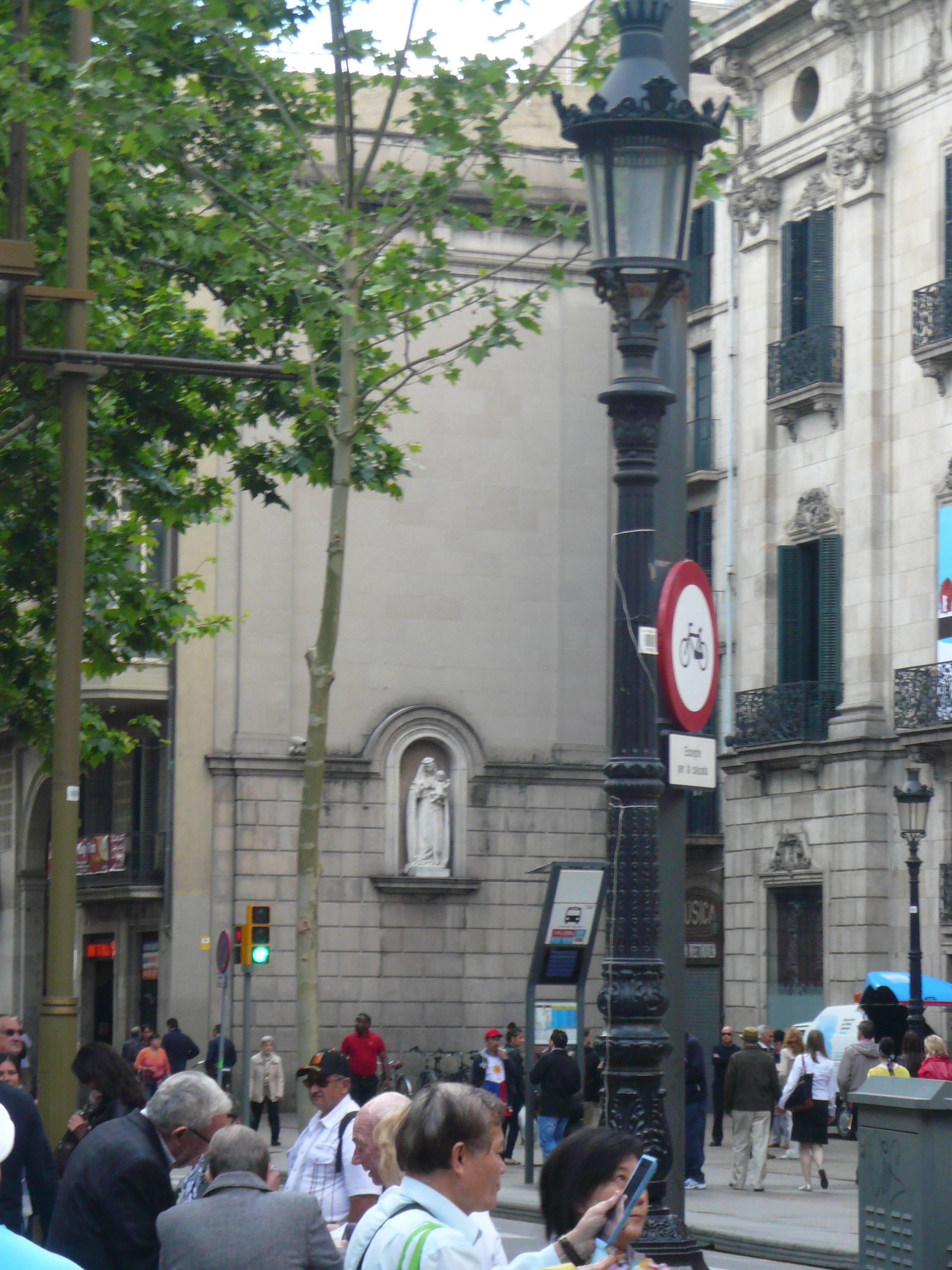
Mare de Déu del Roser, a la Rambla de Barcelona

Per tal de substituir la imatge de la Mare de Déu del Roser del Palau de la Virreina, desapareguda, l'any 1967 l'Ajuntament de Barcelona va encarregar una nova escultura a Enric Monjo. L'escultor no va acceptar la proposta, ja que no estava conforme amb els honoraris, i va traspassar-la a Lluïsa Granero, qui va fer una imatge utilitzant com a models el seu fill Enric i la seva germana, que havia mort recentment. L'escultura es va inaugurar l'1 d'octubre de 1967. Va ser membre de la Reial Acadèmia Catalana de Belles Arts de Sant Jordi (concretament, l'any 2006 quan va ser nomenada acadèmica), també de la Reial Acadèmia de Belles Arts de San Fernando i de la National Sculpture Society de Nova York.

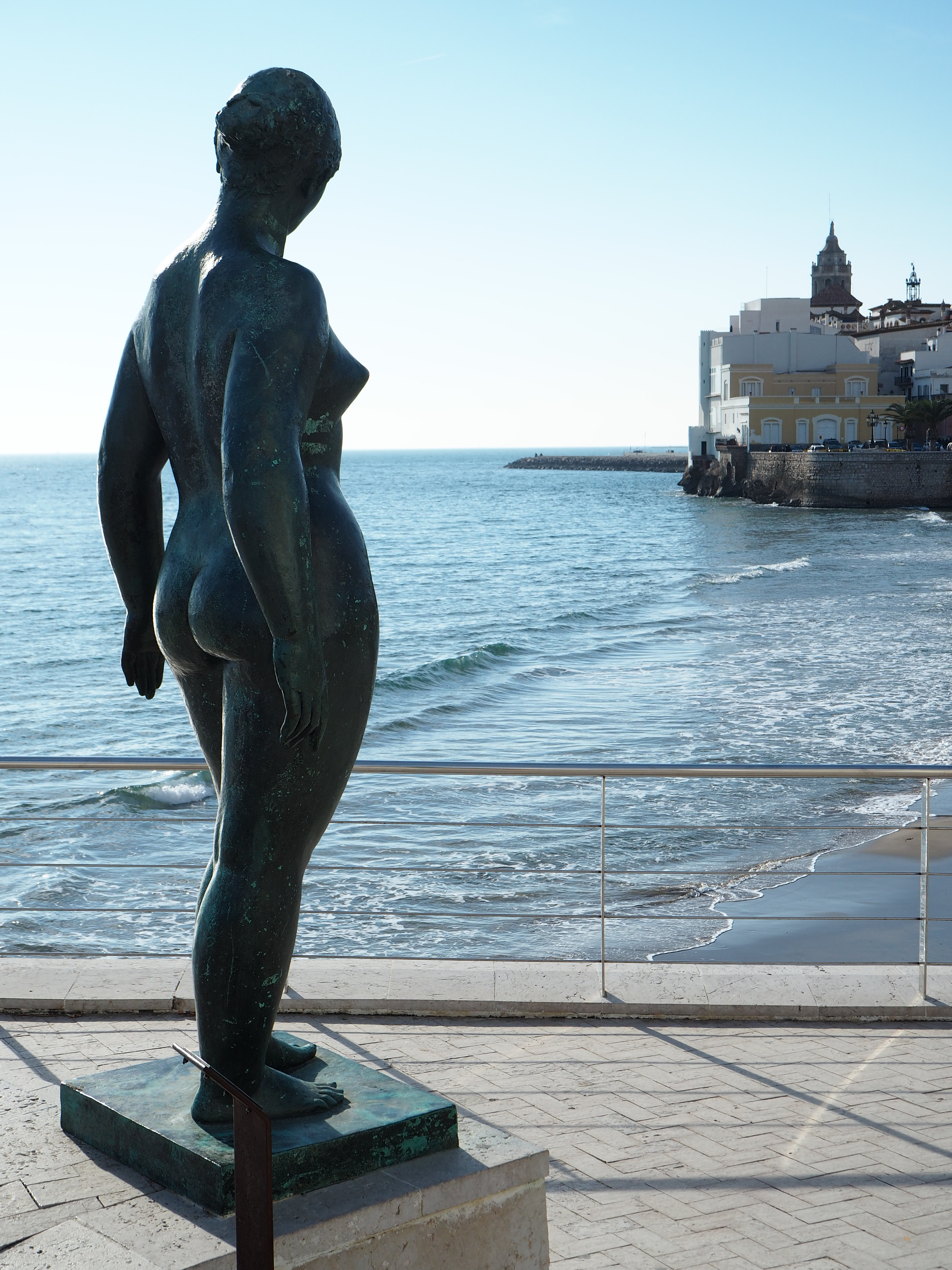
Dona mediterrània (2009), bronze. Sitges

Destaca per un estil classicista senzill i va fer escultures per a la via pública: Sant Jordi i la seva parella, de grans dimensions, al nou edifici de la Facultat de Belles Arts de Barcelona (1967), Dona amb nena i Dona amb nen (1970), als jardins del Palauet Albéniz de Barcelona, Fuente de las Aguadoras de Saragossa (1980) o Geni de les Illes, a Palma (1983). L'any 2007 va fer l'escultura Dona mediterrània, inicialment per a una exposició, que l'any 2009, després d'un procés de restauració a causa d'uns actes vandàlics, es va col·locar en un emplaçament definitiu a la punta de Sant Sebastià de Sitges.
Va obenir diversos premis, entre els quals el Premi Ciutat de Barcelona en arts visuals, especialitat d'escultura, per l'obra Bañista nº 1 (1966). Va obtenir una tercera medalla en l’Exposició Nacional de Belles Arts de 1947, de nou una tercera medalla en la de 1948 i una segona en la de 1957.
L'any 2006 va rebre la Medalla del districte de Sarrià-Sant Gervasi amb motiu del Dia Internacional de la Dona. El Museu d'Art Modern de Barcelona conserva obra seva.
En la commemoració del centenari del naixement de l’escultora va rebre un reconeixement per la Universitat de Barcelona, en el qual s'inaugurà una aula amb el seu nom, a la Facultat de Belles Arts, on va ser professora.

## Exposicions individuals[4][16]
- Sala Parés, Barcelona, 1968, 1973, 1978, 1982, 1986, 1992.
- Galería Cisne, Madrid, 1971, 1976.
- Galería Blanco, Saragossa, 1974.
- Ágora 3, Sitges (Barcelona), 1981.
- Galería Jaume I, Palma de Mallorca, 1981, 1986.
- Centro Cultural Aéroispattiale, Tolousse, 1994.
- Galeria Palau, Girona, 1994.
- Sala d'Art Artur Ramon, Barcelona, 1995.
- Galeria Foz (Exposició de Pintura), Sitges (Barcelona), 1999.
- Galeria Comas, Barcelona, 2000, 2003.
- Exposició com a artista convidada en Malcesine Castello Scaligero y en el Centro Storico Malcesine (Itàlia) durant els mesos de juliol, agost i setembre de 2004, Titulada: La donna Mediterranea.
- Art Expo, Barcelona, 2004.

## Galeria

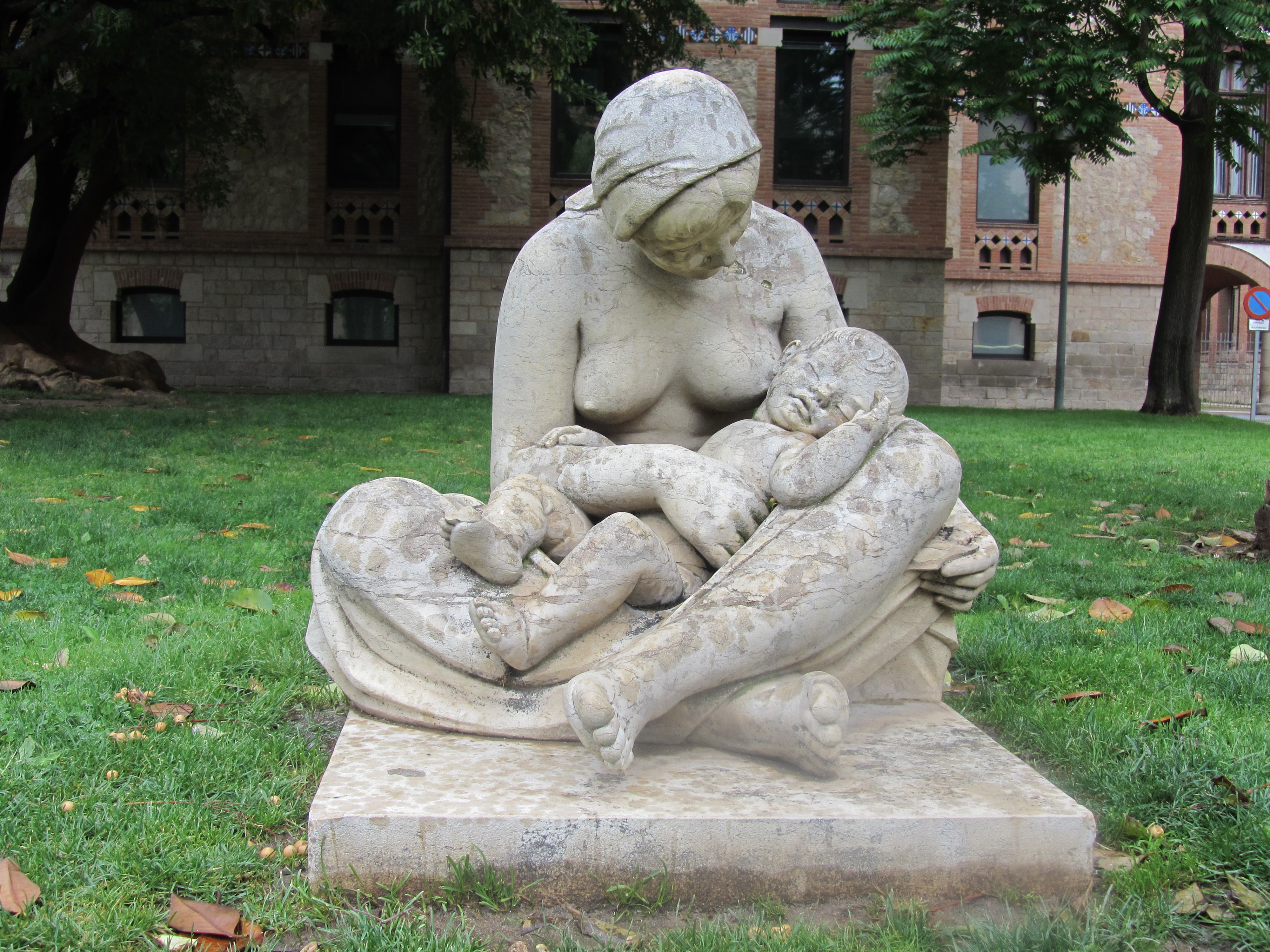
Maternitat. Ayuda al desvalido, 1956 (Jardins de la Maternitat, Barcelona)
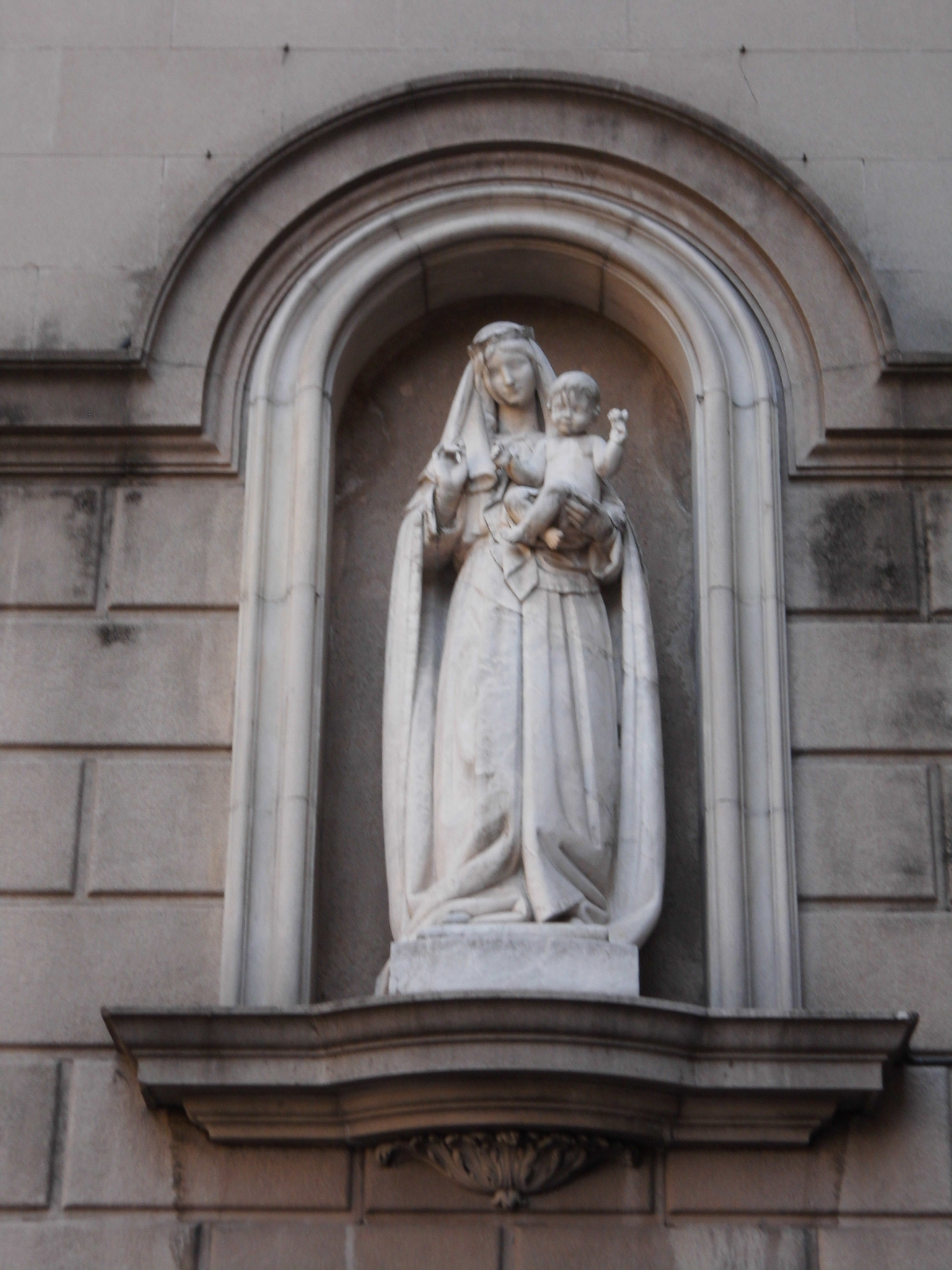
Mare de Déu del Roser, 1967 (Palau de la Virreina de Barcelona)
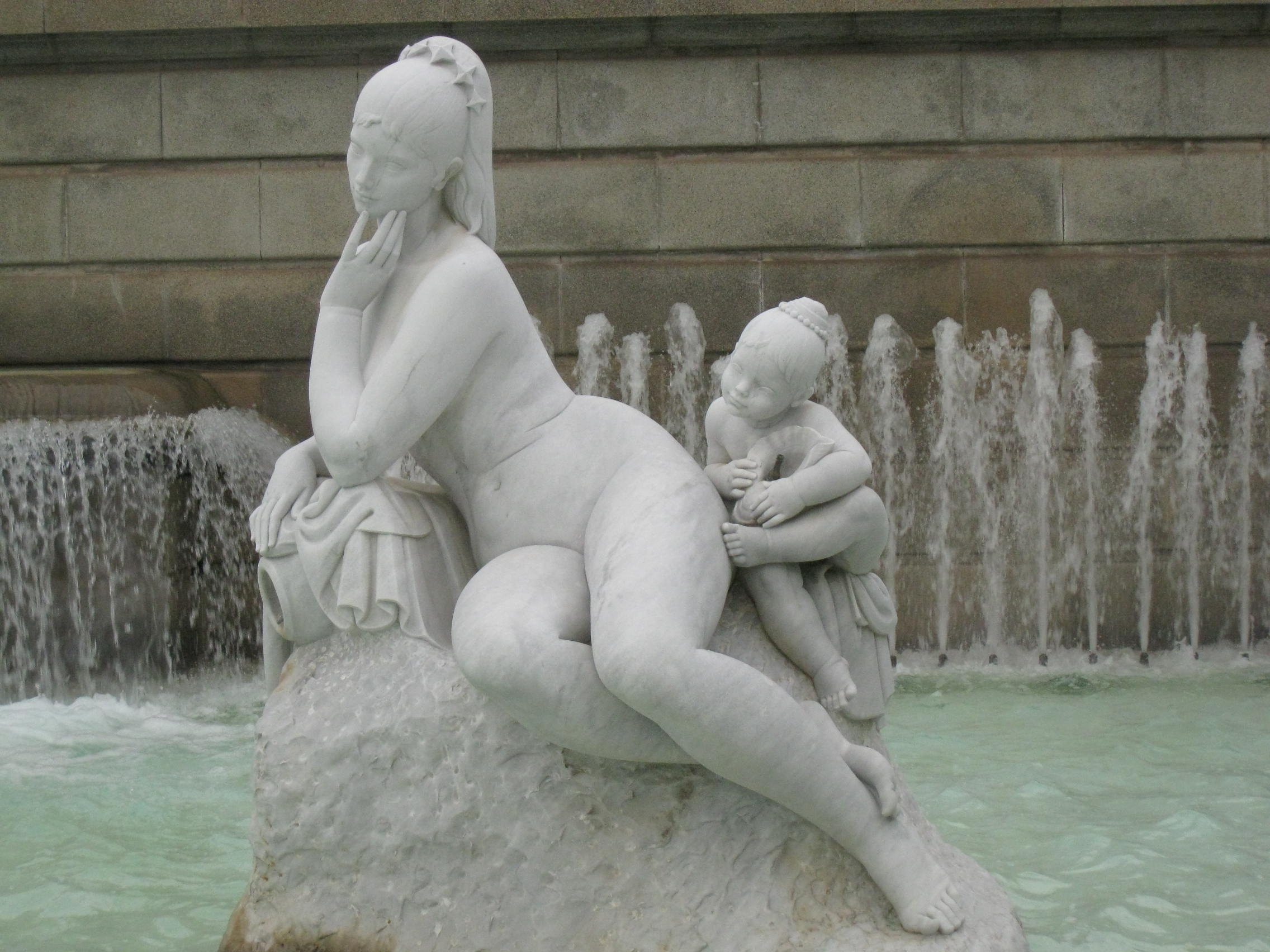
Dona amb nena (Jardins de Joan Maragall, Barcelona)
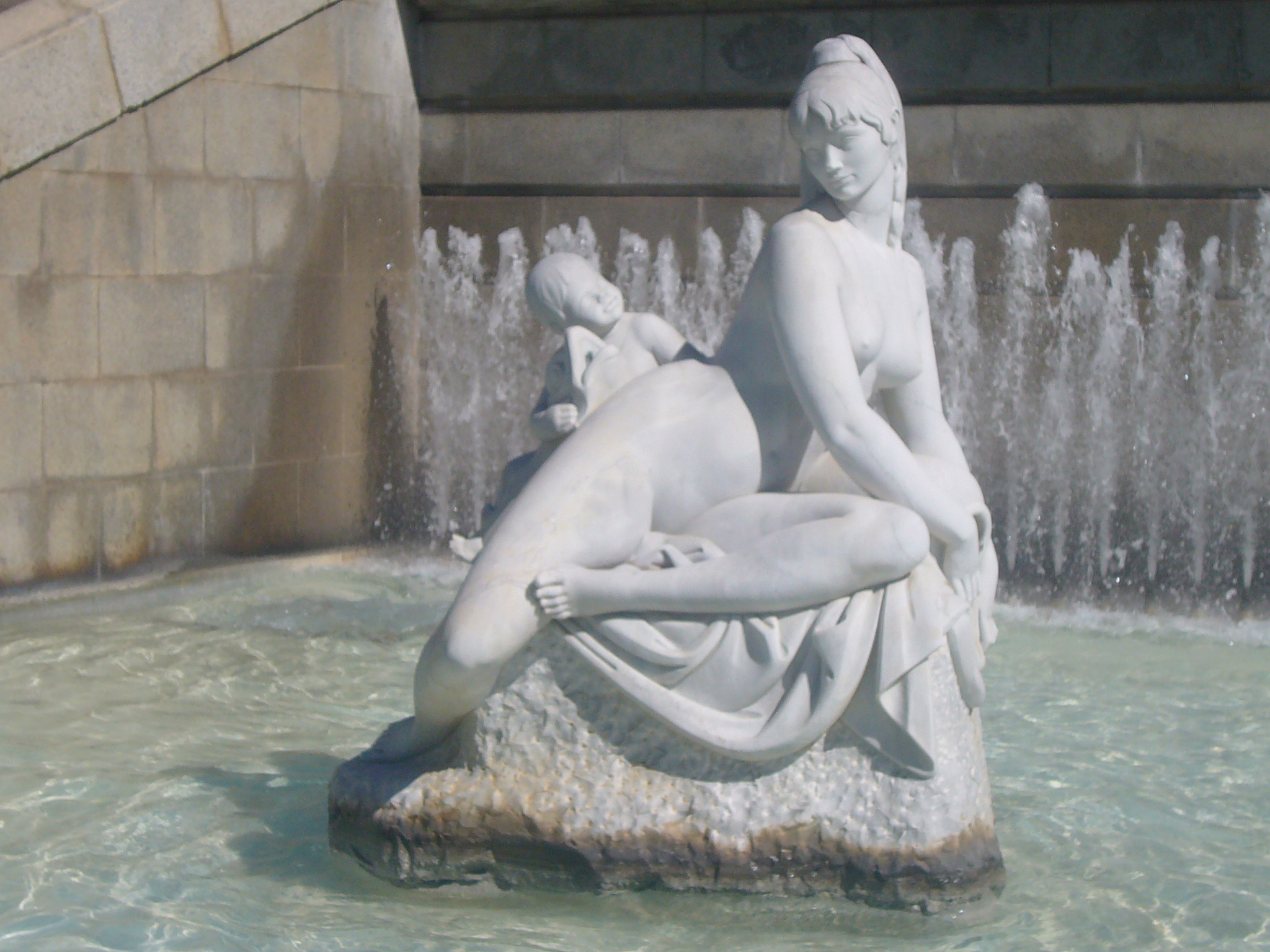
Dona amb nen, 1970 (Jardins de Joan Maragall, Barcelona)
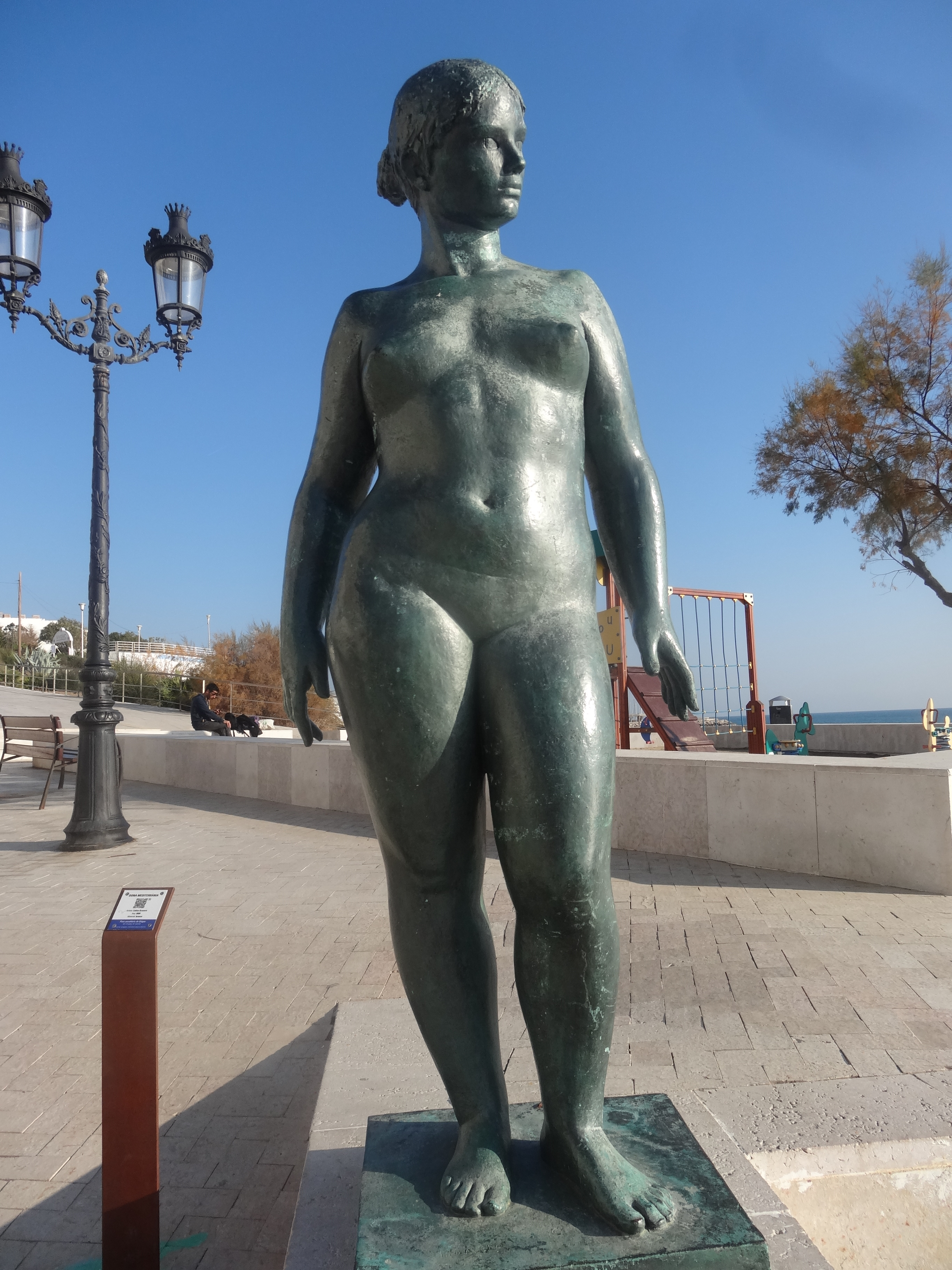
Dona Mediterrània, 2007 (Platja de Sant Sebastià de Sitges)